# Wulkanizm

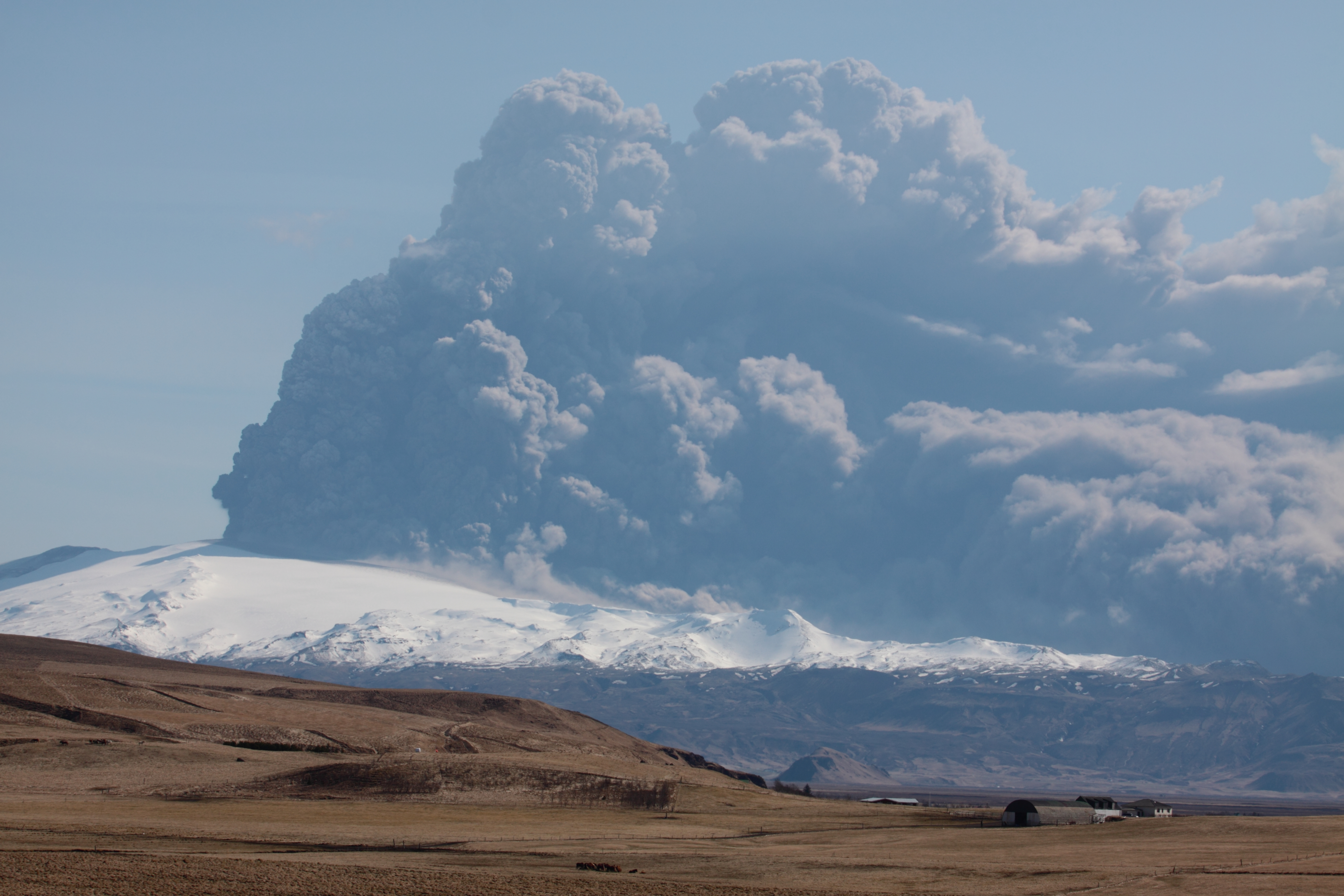
Wybuch Eyjafjallajökull w 2010 na Islandii

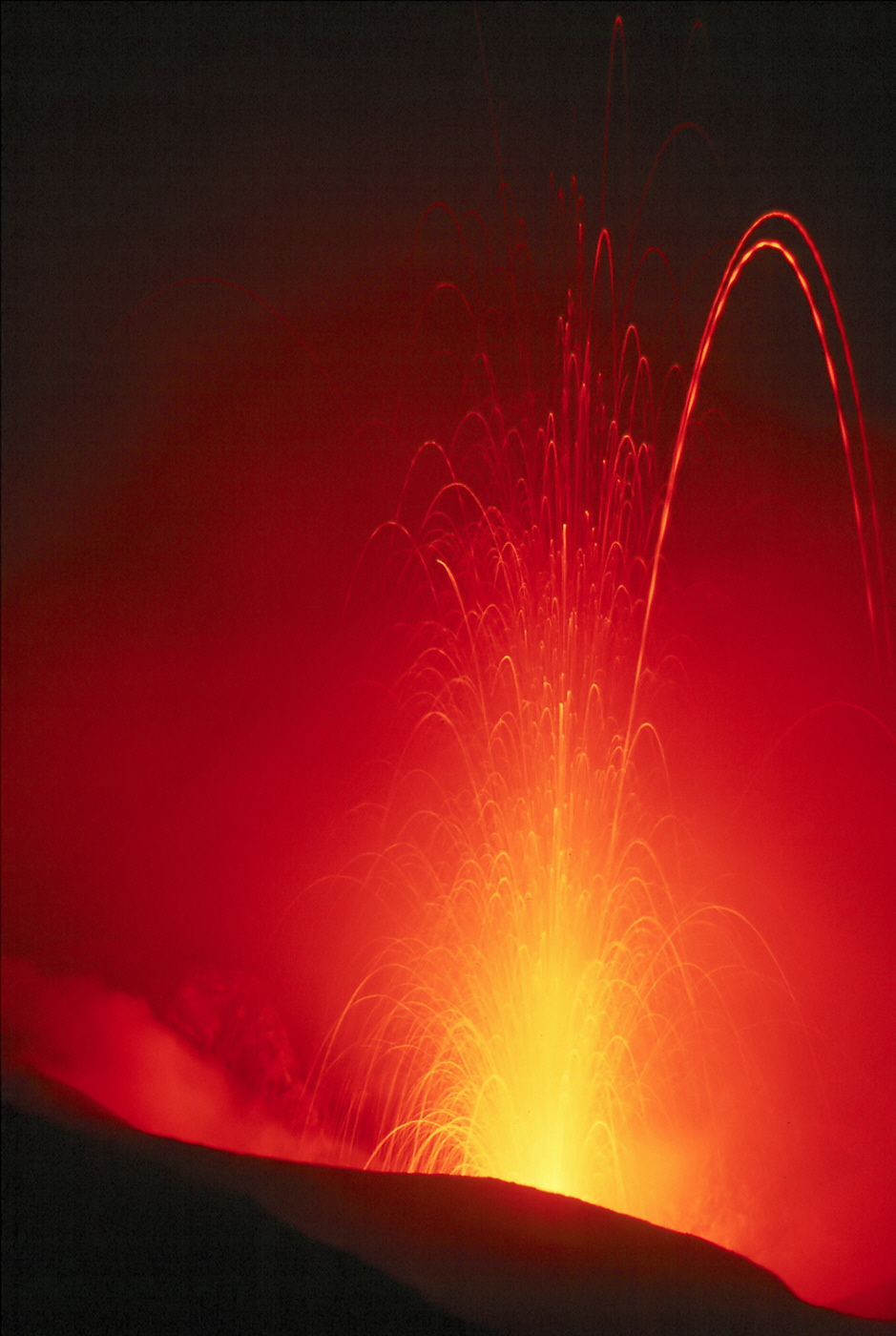
Wybuchy wulkanów, jak ten na Stromboli, należą do spektakularnych form zjawisk wulkanicznych

Wulkanizm – ogół procesów geologicznych, zachodzących na powierzchni ziemi, związanych z wydobywaniem się lawy i innych materiałów z głębi litosfery, na skutek ruchów magmy pod powierzchnią. Jego przejawami jest powstawanie i aktywność wulkanów, występowanie ekshalacji, a także tworzenie się skał wulkanicznych. Z wulkanizmem wiążą się także procesy hydrotermalne.

## Przejawy wulkanizmu
Wulkanizm jest wyrazem aktywności geologicznej wnętrza, czyli "życia" planety. Najbardziej wyraźnym efektem działalności wulkanicznej są góry wulkaniczne. Powstają one zarówno na lądzie, jak i na dnie oceanów; mogą one być zanurzone (takimi górami są gujoty) lub wynurzone, wówczas stają się wyspami wulkanicznymi, takimi jak Hawaje. Najdłuższym pasmem górskim na Ziemi są prawie całkowicie zanurzone pod powierzchnią oceanów grzbiety śródoceaniczne, utworzone przez aktywność wulkaniczną na granicach płyt tektonicznych. Wulkanizmowi często towarzyszą trzęsienia ziemi, choć przyczyną najsilniejszych trzęsień są zjawiska tektoniczne.
Na powierzchni Ziemi najwięcej wulkanów znajduje się wzdłuż wybrzeży Oceanu Spokojnego (tworzą tzw. pacyficzny pierścień ognia). W Europie najwięcej czynnych wulkanów znajduje się we Włoszech (Etna, Wezuwiusz, Stromboli oraz Vulcano) i na Islandii (m.in. Hekla i Katla).

### Erupcje wulkanów
Magma przemieszczająca się blisko powierzchni ziemi ulega odgazowaniu. Gazy wulkaniczne mogą wydobywać się na powierzchnię samodzielnie w postaci ekshalacji, razem z odgazowaną magmą, czyli lawą, w postaci erupcji. Erupcja może przebiegać spokojnie jako wylewy lawy lub gwałtownie, gdy wybuch zgromadzonych pod ciśnieniem gazów wyrzuca w powietrze fragmenty ciekłej lawy, rozkruszone skały podłoża i pył, czyli różnego rodzaju materiał piroklastyczny. Duże erupcje wulkaniczne mogą powodować zmiany pogodowe, a nawet klimatyczne na Ziemi; najbardziej drastyczną możliwością jest zjawisko zimy wulkanicznej. Podejrzewa się, że takie zjawisko sprawiło, że rok 1816 został nazwany "rokiem bez lata".

### Intruzje
Magma przemieszczająca się pod powierzchnią ziemi może nie wydostać się, a jedynie stworzyć ciała skał magmowych wciśnięte pomiędzy istniejące wcześniej warstwy skalne, czyli intruzje. Intruzje powstałe blisko powierzchni ziemi mogą generować zjawiska wulkaniczne na powierzchni, np. procesy hydrotermalne, oraz, ze względu na wysoką temperaturę początkową, powodować metamorfizm kontaktowy skał.

### Zjawiska hydrotermalne
Wulkanizm wpływa też na termikę wód podziemnych, podgrzewając je oraz wzbogacając w minerały wyniesione z głębi ziemi. Gdy takie zjawiska zachodzą na lądzie, mogą tworzyć źródła termalne, w szczególności gejzery. W pobliżu gorących źródeł często powstają uzdrowiska. Z kolei woda morska wnikająca w skały wulkaniczne w pobliżu grzbietów śródoceanicznych wydostaje się podgrzana i wzbogacona w minerały, budując kominy hydrotermalne, wokół których powstają bogate ekosystemy, niezależne od światła słonecznego. 

## Wulkanizm poza Ziemią
Wulkanizm występuje również na innych planetach i księżycach planet. Zjawiska wulkaniczne zachodzą obecnie na Io, księżycu Jowisza i prawdopodobnie na Wenus. W przeszłości wulkanizm występował na Marsie, gdzie znajdują się największe wulkany tarczowe w Układzie Słonecznym, Merkurym oraz na ziemskim Księżycu, gdzie utworzył morza księżycowe.
W przeszłości zjawiska wulkaniczne miały miejsce także na największych planetoidach. Obserwacje Westy przez sondę Dawn nie stwierdziły jednak śladów dawnej aktywności wulkanicznej, na którą wskazywał skład meteorytów pochodzących z tej planetoidy. Wyjaśnieniem tej rozbieżności jest to, że wulkanizm występował tylko w pierwszych 100 milionach lat istnienia planetoidy, zaś powierzchnia Westy została od tego czasu silnie zerodowana przez uderzenia mniejszych ciał i utwory pochodzenia wulkanicznego zostały zniszczone.
Księżyce lodowe planet-olbrzymów również przejawiają aktywność wulkaniczną, jednak rolę magmy pełni tam ciekła woda (i inne substancje lotne w warunkach ziemskich). Ten rodzaj aktywności geologicznej nazywa się kriowulkanizmem.